# Circuito di Grottarossa
Der Circuito di Grottarossa war ein Rundkurs für das Straßenrennen der Männer im Rahmen der Radsportwettbewerbe bei den Olympischen Sommerspielen 1960 in Rom. Der Kurs befand sich im Stadtteil Flaminio. Das Mannschaftszeitfahren hingegen fand auf der Via Cristoforo Colombo statt.
Der Kurs bildete ein fast perfektes Dreieck zwischen dem Start auf der Via Flaminia, der Via Di Grottarossa und dem Endabschnitt auf der Via Cassia. Auf den ersten 6 Kilometern waren ein steiler Anstieg, sowie einige Serpentinen zu bezwingen. Auf den folgenden 2,5 km ging es nur leicht bergauf. Eine Runde auf dem Circuito di Grottarossa war 14,615 km lang und insgesamt mussten zwölf dieser Runden während des Rennens absolviert werden, dies ergab eine Gesamtdistanz von 194,83 km.
Die gefährlichsten Stellen wurden vorsichtshalber mit Banden geschützt, dies galt auch für die Versorgungszonen. Auf Höhe der Ziellinie wurde eine Plattform für die Vertreter vom Fernsehen, sowie Fotografen und das Fotofinish errichtet.

## Weblink
- Offizieller Report der Spiele (PDF; 23,8 MB). In: la84foundation.org. Archivierte Version vom 31. Oktober 2008. (englisch)